# Вильгельм Людвиг (герцог Вюртемберга)
Вильгельм Людвиг Вюртембергский (нем. Wilhelm Ludwig von Württemberg; 7 января 1647, Штутгарт — 23 июня 1677, Хирсау) — 9-й герцог Вюртемберга в 1674—1677 годах.

## Биография
Вильгельм Людвиг — девятый ребёнок в семье герцога Эберхарда III Вюртембергского и его первой супруги Анны Катарины Кирбургской.
6 ноября 1673 года в Дармштадте Вильгельм Людвиг сочетался браком с принцессой Гессен-Дармштадтской Магдаленой Сибиллой, дочерью ландграфа Людвига VI.
В возрасте 30 лет герцог совершенно внезапно умер в замке Хирсау. Его 26-летняя вдова Магдалена Сибилла правила в Вюртемберге с 1677 по 1693 годы до достижения сыном Эберхардом Людвигом 16-летия.

## Потомки
- Элеонора Доротея (1674—1683)
- Эберхардина Луиза (1675—1707)
- Эберхард Людвиг (1676—1733), герцог Вюртемберга
- Магдалена Вильгельмина (1677—1742), замужем за Карлом Вильгельмом Баден-Дурлахским